# Pleopeltis minima
Pleopeltis minima är en stensöteväxtart som först beskrevs av Jean Baptiste Bory de Saint-Vincent, och fick sitt nu gällande namn av Jefferson Prado och R.Y.Hirai. Pleopeltis minima ingår i släktet Pleopeltis och familjen Polypodiaceae. Inga underarter finns listade.